# حتات

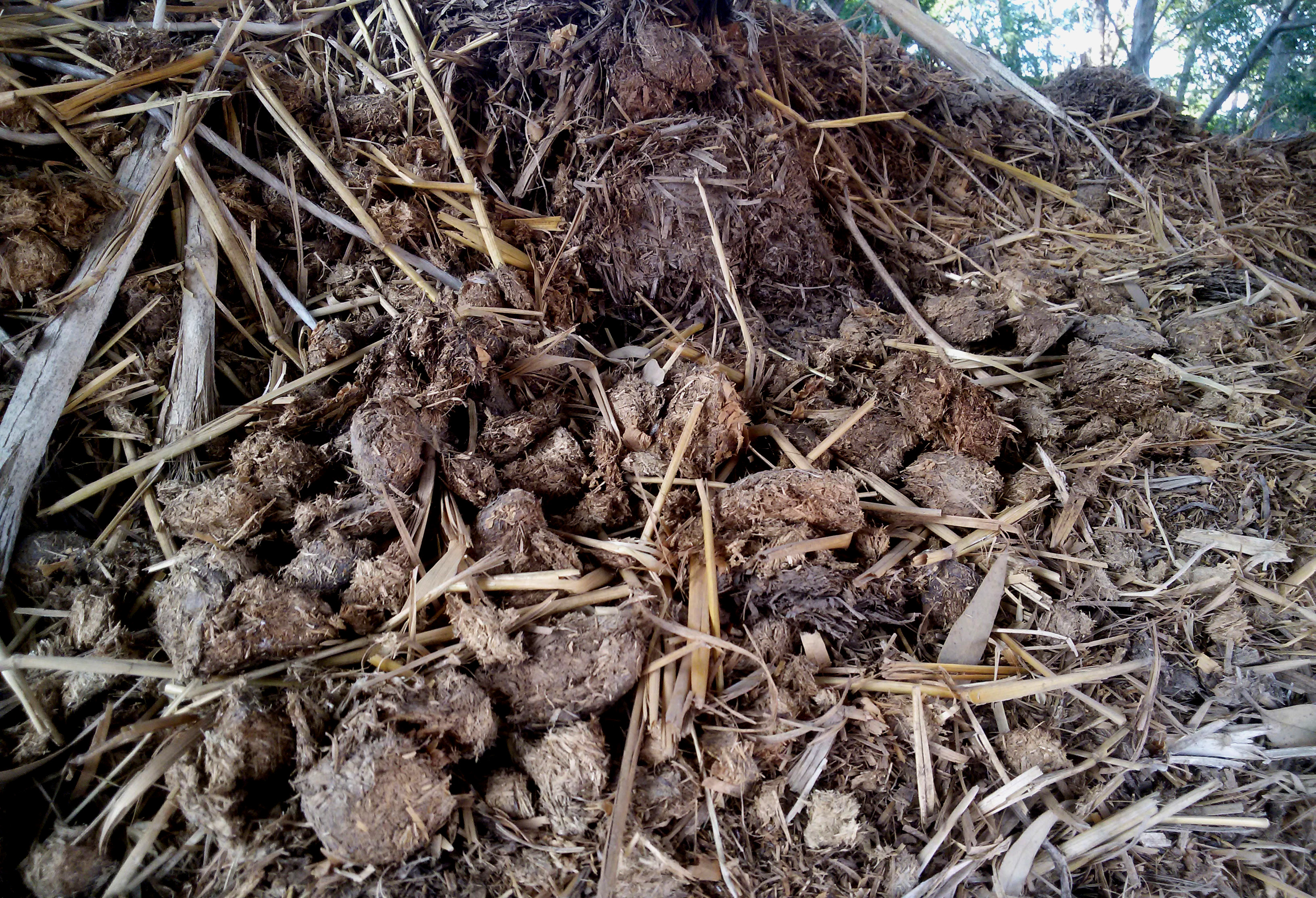
حتات يتكون من براز ودريس الحصان يُستخدم كزبل.

في علم الأحياء، الحتات أو الدُقاق (بالإنجليزية: Detritus)‏، هي مادة عضوية جسيمية ميتة وهي تشمل عادة أجسام أو أجزاء من الكائنات الميتة وكذلك المواد البرازية. وعادةً ما تكون مستعمرات الحتات مستعمرة من قبل مجتمعات الكائنات الحية الدقيقة التي تعمل على تحلل المواد. وفي النظم الإيكولوجية الأرضية، تصادف هذه المادة على أنها نفايات أوراق ومواد عضوية أخرى مختلطة مع التربة، ويشار إليها على أنها دبال. إن مخلفات النظم الإيكولوجية المائية هي مادة عضوية معلقة في الماء وتتراكم على أرضيات قاع البحر، ويشار إليها بالثلوج البحرية.

## النظرية
عندما تموت الكائنات الحية الدقيقة، تُنتج جسيمات عضوية دقيقة، وإذا أكلت الحيوانات الصغيرة التي تتغذى على الكائنات الدقيقة هذه الجسيمات، فإنها ستتجمع داخل أمعائها ويتحول شكلها إلى كريات كبيرة من الروث. تختفي معظم المواد من الكائنات الميتة نتيجة هذه العملية وتُصبح غير مرئية ولا يمكن التعرف عليها بأي شكل من الأشكال، لكنها موجودة على شكل مزيج من الجسيمات العضوية الدقيقة والكائنات الحية التي استخدمتها كمغذيات. يُعرف هذا المزيج بالحتات.
يترسب الحتات على سطح الأرض في النظم البيئية، ليتخذ أشكالاً مثل التربة الدبالية تحت طبقة من الأوراق المتساقطة. بينما يعلق معظم الحتات في النظم البيئية المائية في الماء، ويترسب بشكل تدريجي. تتجمع العديد من المواد المختلفة مع بعضها عن طريق التيارات، وتستقر الكثير من المواد في المناطق التي تتدفق فيها المياه ببطء.
يُستخدم الكثير من الحتات باعتباره مصدراً غذائياً للحيوانات، إذ تتغذى بهذه الطريقة العديد من الحيوانات التي تجمع غذائها من القاع (قاعيات) وتعيش في شقوق في السهل الطيني. نظراً لأن الفضلات هي عبارة عن مواد لا تحتاج إليها الحيوانات الأخرى، فهي تعتبر في كثير من الأحيان مصدراً غير متوازن للغذاء أياً كانت كمية الطاقة التي تمتلكها، ولا يمكن الاعتماد عليها بمفردها. ومع ذلك، فهناك العديد من الكائنات الحية الدقيقة التي تتكاثر في البيئات الطبيعية، وهي لا تمتص العناصر الغذائية من هذه الجسيمات فحسب، لكنها تعمل أيضاً على تشكيل أجسام جديدة خاصة بها بحيث يصبح بوسعها الحصول على الموارد التي تفتقر إليها في المنطقة المحيطة بها، مما يسمح لها باستخدام الفضلات بصفتها مصدراً للمواد الغذائية.
تعتبر الكربوهيدرات المعقدة من أهم مكونات الحتات من الناحية العملية، والتي تتصف بكونها ثابتة (أي من الصعب تحطيمها)، وتمتص الكائنات الحية الدقيقة التي تتكاثر باستخدامها الكربون من الحتات، إضافة إلى مواد أخرى مثل النتروجين والفوسفور من الماء في بيئتها لتركيب مكونات خلاياها الخاصة.
هناك نوع مميز من السلسلة الغذائية يسمى بدورة الحتات يتضمن مغذيات الحتات (آكلات الحتات) والكائنات الحية الدقيقة التي تتكاثر عليها. على سبيل المثال، يسكن العديد من بطنيات القدم في المسطحات الطينية والتي هي مغذيات الحتات. عندما تستقبل مغذيات الحتات هذه الحتات مع الكائنات الحية الدقيقة التي تتكاثر فيها، فهي تتفتت بشكل رئيسي وتمتص الكائنات الحية الدقيقة التي تعتبر غنية بالبروتينات وتفرز الحتات الذي يتكون في معظمه من كربوهيدرات معقدة بعد أن تفككت إلى الحد الأدنى.
يُعتبر هذا الروث مصدراً فقيراً للتغذية في بداية الأمر، ولا تهتم به بطنيات القدم، لكن بعد عدة أيام، تبدأ الكائنات الحية الدقيقة في التكاثر عليه مرة أخرى ويتحسن توازنه الغذائي فتأكله بطنيات القدم مجدداً. خلال هذه العملية المتكررة من تناول الحتات مرات عديدة، وتجمع الكائنات الحية الدقيقة عليه، يضعف ويصبح أسهل لاستخدام الكائنات الحية الدقيقة، مما يؤدي إلى تفكك الكربوهيدرات المعقدة باستمرار واختفائها مع مرور الوقت.
تفكك المحللات مثل البكتيريا والفطريات كل ما يتبقى من المخلفات التي تتركها آكلات الحتات، وتعيد تدويرها.
تؤدي دورة الحتات هذه دوراً كبيراً فيما يسمى عملية التنقية، إذ تتفكك المواد العضوية التي تحملها الأنهار وتختفي، وهي تشكل جزءاً مهماً للغاية في تربية وتنمية الموارد البحرية. تتفكك المواد الأساسية في النظم البيئية على اليابسة بقدر أكبر بكثير باعتبارها مادة ميتة تمر عبر سلسلة الحتات، أكثر من تفككها نتيجة أكلها من قبل الحيوانات في حالة حية. يعتبر الدور الذي يلعبه الحتات في كل من النظم البيئية الأرضية والمائية كبيراً للغاية ولا يمكن تجاهله.

## النظم البيئية المائية
تنتقل المواد الميتة والفضلات في النظم البيئية المائية عن طريق تدفق المياه، على عكس النظم البيئية الأرضية، وتميل أدق الجسيمات إلى الانتقال إلى مسافات أبعد أو إلى التوقف لمدة أطول. تشكل المواد العضوية في أجسام المياه العذبة الغرين الذي يُعرف باسم الحمأة أو الدبال في القاع. تتفكك هذه المادة التي يطلق عليها البعض اسم الكربون العضوي غير المذاب، إلى كروبون عضوي مذاب، ويمكنها الارتباط بأيونات المعادن الثقيلة عبر عملية إزالة معدن ثقيل. يكن لهذه المادة أن تتفكك أيضاً إلى مادة عضوية ملونة مذابة مثل التانين، والذي هو شكل محدد من حمض التالين. تتفكك المواد العضوية في أجسام المياه المالحة وتشكل ثلجاً بحرياً يستقر ببطء في قاع المحيط.

## النظم البيئية الأرضية
يحدث الحتات في مجموعة متنوعة من الموائل الأرضية بما فيها الغابات والمراعي والأراضي العشبية، وعادة ما تهيمن عليه في الغابات فضلات الأوراق والأغصان والبكتيريا التي تُقاس بهيمنة الكتلة الحيوية. توفر هذه النفايات النباتية تغطية مهمة لحماية النبات، فضلاً عن حماية مجموعة متنوعة من المفصليات والزواحف والبرمائيات، وتتغذى يرقات الحشرات على الحتات. تستمر الفطريات والبكتريا في عملية التحلل بعد أن تستهلك المواشي القسم الأكبر من عناصر المواد العضوية، ويساعد دوس الحيوانات في تحطيم المواد العضوية ميكانيكياً. تحلل المكروبات أليفة الحرارة المعتدلة الحتات المتبقي وذلك في مراحل متقدمة من عملية التحلل، وتتولد الحرارة من العمليات الطاردة للحرارة، ويرتبط توليد الحرارة هذا بالظاهرة المعروفة بارتفاع درجة حرارة التسميد.

## المستهلكون
يوجد عدد كبير من مغذيات الحتات في الماء، فبعد كل شيء، تنتقل كمية كبيرة من هذه المواد بواسطة التيارات المائية، وبذلك حتى لو بقي الكائن الحي ثابتاً لا يتحرك، فسيكون قادراً على الحصول على ما يكفيه من المواد الغذائية، طالما أنه يمتلك نظاماً لتنقية المياه. تعيش العديد من الكائنات الحية المتأصلة بهذه الطريقة مستخدمةً الخياشيم أو المجسات المتطورة لتنقية المياه واستخراج الغذاء منه، وهي عملية تُعرف باسم تغذية الترشيح.
هنالك طريقة أخرى أكثر استخداماً في الحصول على الغذاء، تشمل أيضاً على تغذية الترشيح، وهي نظام يقوم فيه الكائن الحي بإفراز المخاط لالتقاط الحتات على شكل كتل، ثم يحملها إلى فمه باستخدام منطقة من الأهداب. تدعى هذه العملية بالتغذية المخاطية.
تلتقط العديد من الكائنات الحية، بما فيها الرخويات البحرية ونجم البحر الثعباني، الحتات المستقر في قاع الماء. لا تمتص ذوات الصدفتين التي تعيش في القاع بامتصاص الماء بسهولة من خلال أنابيبها، بل تمدها أيضاً للبحث عن الحتات الموجود في سطح القاع.